# Molsdorf
Molsdorf ist ein Ortsteil im äußersten Südwesten der thüringischen Landeshauptstadt Erfurt. Bis zur Eingemeindung nach Erfurt am 1. Juli 1994 war Molsdorf eine selbstständige Gemeinde.

## Geografie
Molsdorf liegt am Autobahnkreuz Erfurt an der Gera. In der Nähe, wenige Kilometer Gera-abwärts, mündet die Apfelstädt in die Gera.

## Geschichte

### Mittelalter
Auf der Tafel 3 des „Breviarium Lulli“, die dem Zeitraum von 775 bis 815 zugewiesen ist, ist „Mollesdorf“ erwähnt, wo drei Hufen und eine Manse an Kloster Hersfeld übertragen werden. Somit wird das letzte Jahr des Zeitabschnittes des Hersfelder Güterverzeichnisses als Datierungsjahr für die Ersterwähnung verwendet. Demnach wäre 2015 das 1200-Jahr-Jubiläum.
Während 815 die erste Namensnennung in einem Güterverzeichnis war, ist die erste urkundliche Erwähnung des Ortes am 8. September 1109 erfolgt. In einer Schenkung an das Kloster Reinhardsbrunn, wird Erminrich (siehe auch nächster Abschnitt), Sohn Amelungs v. Mollesdorf, als Zeuge angegeben. Der Ortschaftsrat von Molsdorf hat dieses Jahr als Grundlage für die Jubiläumsfeiern bestimmt. Somit wurde 2009 die 900-Jahr-Feier begangen.
An der Stelle des heutigen Schlosses stand vorher eine Wasserburg im Oberdorf links der Kirche. 1114 sind Herren von Molsdorf (Erminrich von Molsdorf) urkundlich genannt. Später besaßen die Herren von Witzleben und von Thüna die Wasserburg (Dietrich von Witzleben, 1432; Heinrich von Witzleben, 1450; Ernst von Witzleben, 1530).

### Neuzeit
1616 gelangten Ort und Burg vorübergehend in den Besitz derer von Schwarzburg-Sondershausen, damals noch Graf Günther von „Schwarzburg-Arnstadt“. Die Burg wurde in ein Renaissanceschloss umgebaut, das im 18. Jahrhundert zu der heutigen Barockanlage gestaltet wurde. Anfang des 18. Jahrhunderts erwarb das Gut der „Geheimratsdirektor Bachov“, der es dem grosbritannischen und kurbraunschweigischen Legationsrath und Landdrost, Otto Christoph Schultz, überließ.  Von dessen Witwe erwarb 1733 Reichsgraf Gustav Adolf von Gotter das Schloss. Nachfolger Gotters war 1748 der württembergische Staatsminister, Heinrich Reinhard Freiherr Röder von Schwende, der es wiederum für ungefähr 80.000 Taler an Herzog Friedrich III. verkaufte. Der Ort gehörte zum Amt Wachsenburg, welches 1640 zum Herzogtum Sachsen-Gotha, ab 1672 zum Herzogtum Sachsen-Gotha-Altenburg und 1826 zum Herzogtum Sachsen-Coburg und Gotha kam.
In den Jahren 1891, 1946 und 1994 wurde der Ort vom Hochwasser der Gera überschwemmt. Nach dem Hochwasser von 1994 wurde ein Hochwasserdamm errichtet (Fertigstellung 2005).
Am 1. Juli 1994 wurde Molsdorf in die Stadt Erfurt eingegliedert.

## Einwohnerentwicklung
| Jahr      | 1843 | 1910 | 1939 | 1990 | 1995 | 2000 | 2005 | 2010 | 2015 | 2020 |
| --------- | ---- | ---- | ---- | ---- | ---- | ---- | ---- | ---- | ---- | ---- |
| Einwohner | 340  | 604  | 694  | 553  | 566  | 577  | 571  | 550  | 534  | 508  |

## Bürgermeister
- 1919–1933 Willy Gräser
- 1933–1945 Alfred Heinemann
- 1945–1946 Hilmar Dörnfeld
- 1946–1948 Hugo Reich
- 1949–........ Reinhold Keyßner
- 1950–1955 Max Gräßer
- 1956–1957 Katzmareck
- 1957–1959 Richard Ullrich
- 1959–1984 Werner Drießel
- 1984–1990 Hans-Jürgen Hertrich
- 1990–2013 Wolfgang Friebel

## Kultur und Sehenswürdigkeiten
- Schloss Molsdorf ist ein Barockschloss mit einem umgebenden Park. Das Schloss ist aus einer Wasserburg hervorgegangen und wurde mehrfach umgebaut. Seine heutige barocke Gestalt erhielt es unter Graf Gotter von 1734 bis 1740. Er ließ auch den Park anlegen.
- Die Schloss-Kirche St. Trinitatis, weithin sichtbar im Schlosspark und in Schlossnähe gelegen, wurde von 1717 bis 1721 an Stelle der baufällig gewordenen Kirche St. Alban unter Landdrost Schultz erbaut. Die Kirche ist in ihrer barocken Gestalt, Ausmalung und Ausstattung weitgehend erhalten geblieben.

Nach Galletti hatte der Ort vor der Reformation neben der „Oberkirche“ (St. Alban/St. Trinitatis) eine weitere Kirche („Jungfrau Maria“) im Unterdorf, die jedoch „eingegangen“ ist. Sie war Lehnsgut des Stifts Mainz. An der Stelle war der Gottesacker angelegt worden, der zu seiner Zeit (1780) noch vorhanden war. Der heutige Friedhof legt am nördlichen Ortseingang.

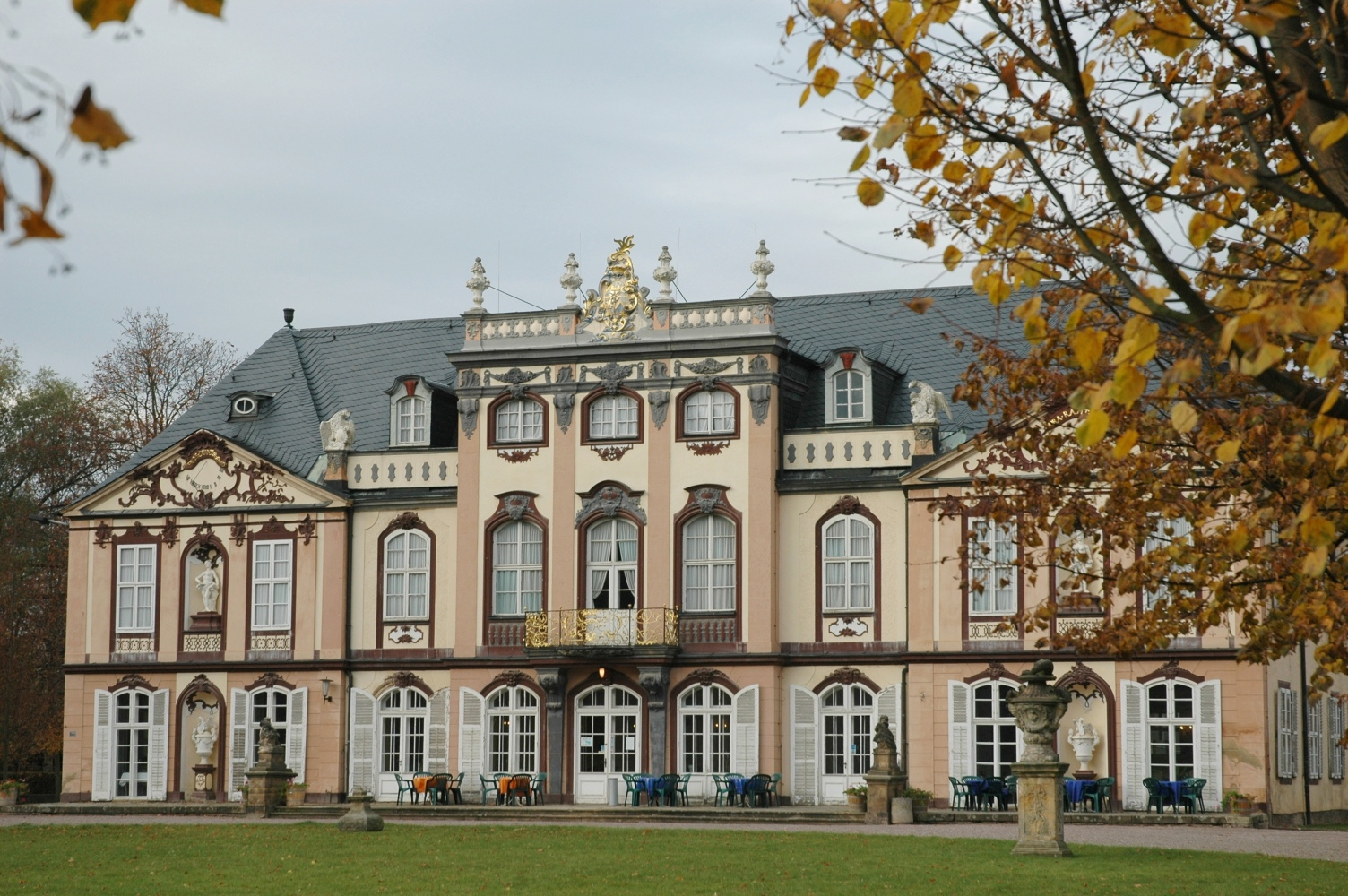
Schloss Molsdorf (Lage→)
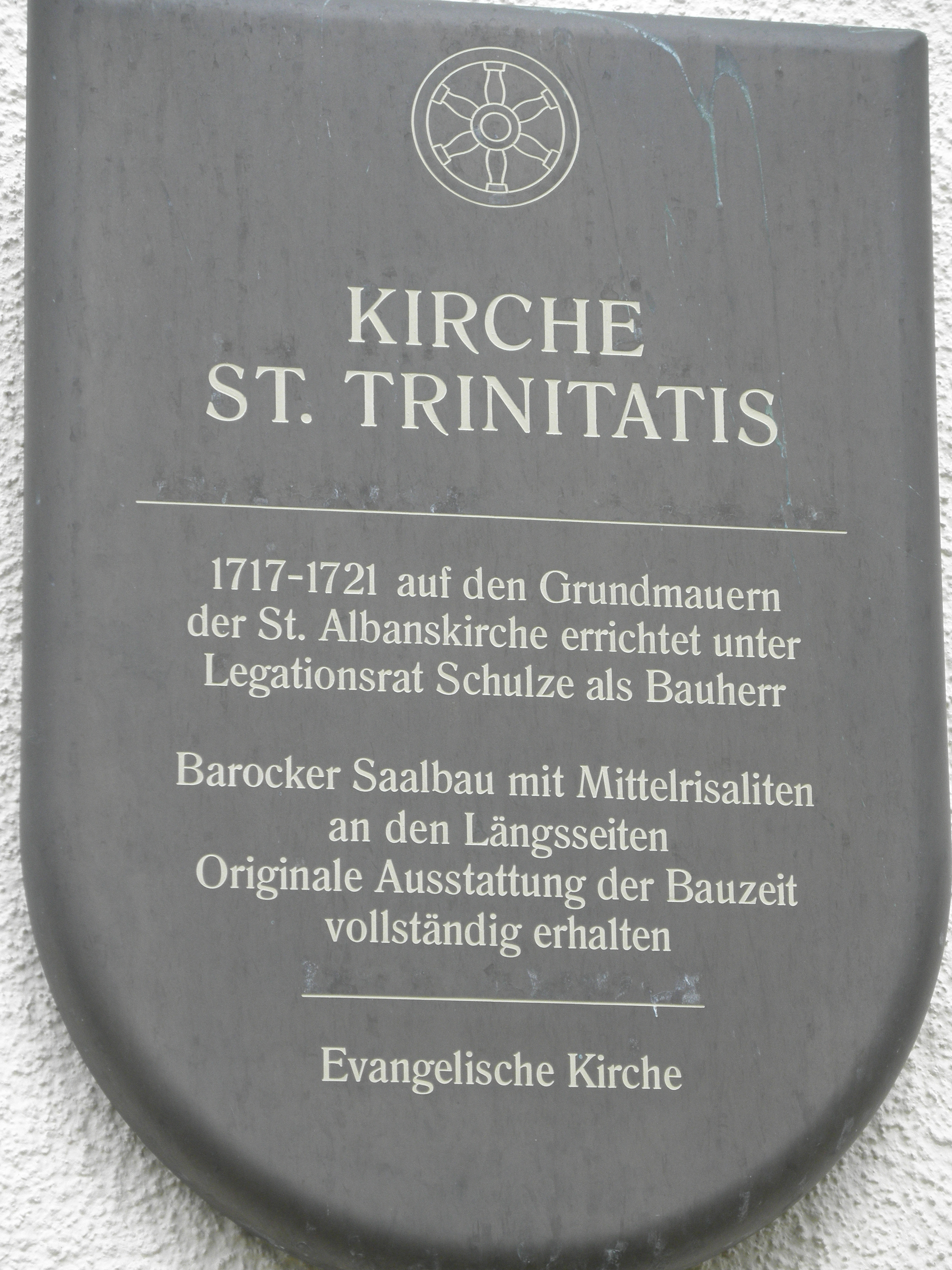
Tafel an der Kirche
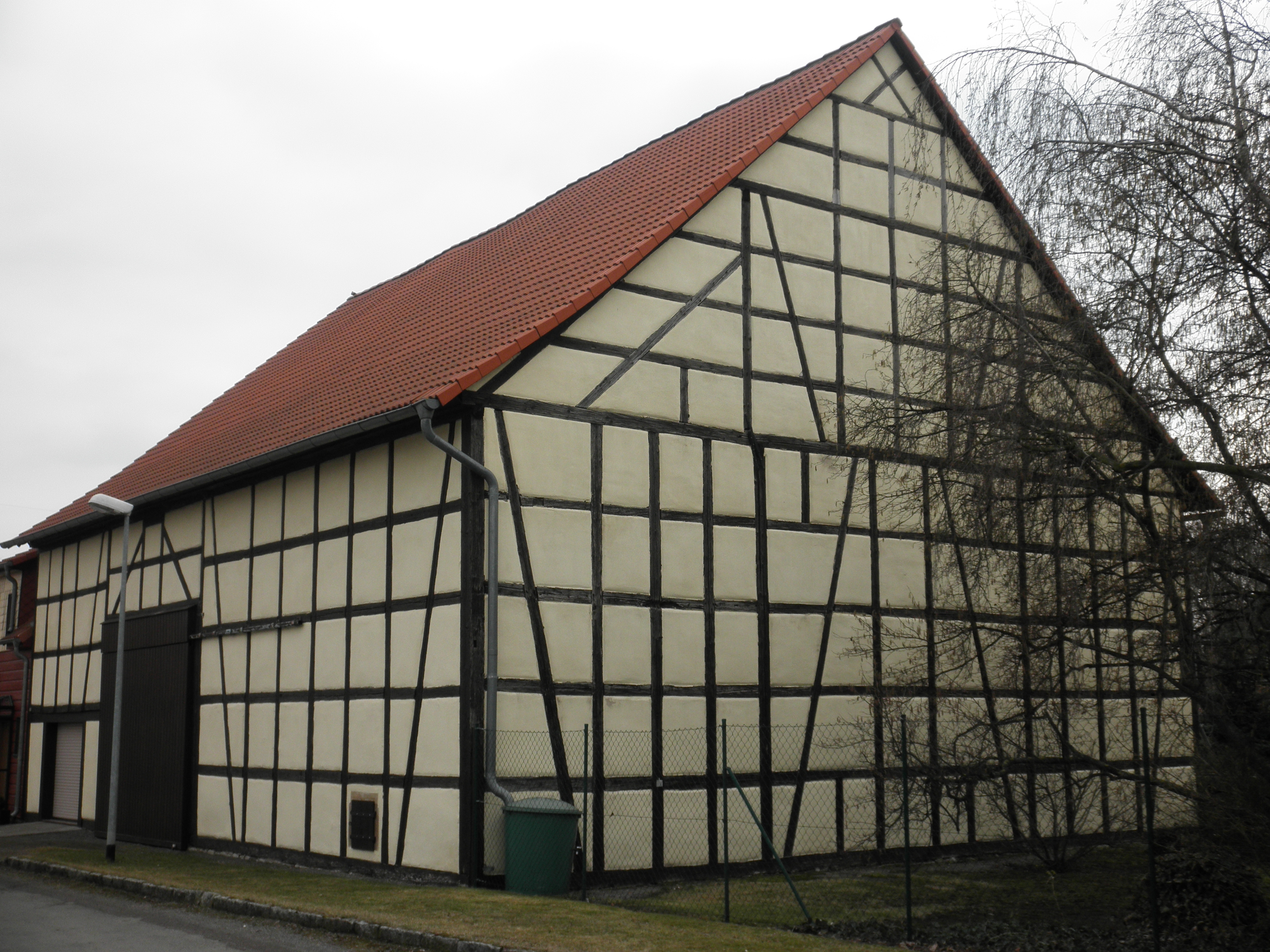
Scheune des früheren Guts

## Vereine
- Förderverein zur Rettung der Schlosskirche Molsdorf e. V.
- Förderverein der Freiwilligen Feuerwehr Erfurt-Molsdorf e. V.

## Persönlichkeiten
- Graf Gustav Adolph von Gotter (* 1692 in Gotha; † 1762), Diplomat und Kunstsammler
- Gottfried Heinrich Krohne (* 1703 in Dresden; † 1756 in Weimar), Architekt in der Zeit des Barock, baute die Apfelstädt-Brücke bei Molsdorf
- Carl Christoph Kopp (* 1795 in Molsdorf; † 1866 in Gotha), Jurist und Parlamentarier
- Carl Christian Friedrich Rein (* 1796 in Molsdorf; † 1862 in Reval), evangelisch-lutherischer Geistlicher, Generalsuperintendent für das Gouvernement Estland
- Maximilian Schüller (* 1843 in Molsdorf; † 1907 in Berlin), Arzt, Professor der Chirurgie in Greifswald und Berlin